# Regimento do Parlamento Nacional de Timor-Leste
O Regimento do Parlamento Nacional de Timor-Leste é a norma interna que rege o funcionamento do Parlamento Nacional de Timor-Leste

## História
O regimento interno foi aprovado pelo plenário e assinado pelo presidente do parlamento nacional Fernando La Sama de Araújo em 20 de outubro de 2009 e entrando imediatamente em vigor e foi publicado no Jornal Oficial de Timor-Leste na edição de 11 de novembro de 2009. O Parlamento Nacional publicou o Regimento em livro com o texto original em português e a sua tradução para tétum.